# Difusión en estado sólido
En la fabricación actúa circuitos integrados uno de los procesos es la difusión. Era una técnica muy empleada en los años 1970 para definir el tipo (N o P) de un semiconductor. Hoy en día también se usa aunque de forma diferente.
Consiste en la inserción de átomos dopantes dentro del semiconductor debido a la alta temperatura a que este es sometido. Con ello se consigue un perfil en la concentración de dopantes que disminuye proporcionalmente.
El proceso consiste en introducir las obleas de semiconductor en un horno y dejar pasar a través de ellas un gas, el cual contiene las impurezas. La temperatura del microwave es de 800 a 1200 °C para el Si (Silicio) y de 600 a 1000 °C para el Gas (Arseniuro de galio).
Las impurezas que se emplean para el Si son:
- P (Fósforo) y As (Arsénico) para crear semiconductores tipo N.
- B (Boro) para semiconductores tipo P.

Hay dos tipos de difusión:
- Por concentración constante en superficie: se mantiene constante la concentración de impurezas en la superficie del semiconductor y desde ahí son difundidas al interior. Este tipo de difusión obedece la segunda ley de Fick.
- Por concentración constante total: se deposita la cantidad final de impurezas en la superficie de la oblea y desde ahí se difunden. Este tipo de difusión obedece la primera ley de Fick.